# 2011-es Formula–1 spanyol nagydíj
A spanyol nagydíj volt a 2011-es Formula–1 világbajnokság ötödik futama, amelyet 2011. május 20. és május 22. között rendeztek meg a spanyolországi Circuit de Catalunyán, Barcelonában.

## Szabadedzések

### Első szabadedzés
A spanyol nagydíj első szabadedzését május 20-án, pénteken délelőtt tartották.
| Helyezés | Versenyző          | Csapat/Motor         | Elért idő | Különbség | Futott kör |
| -------- | ------------------ | -------------------- | --------- | --------- | ---------- |
| 1        | Mark Webber        | Red Bull-Renault     | 1:25,142  | −         | 27         |
| 2        | Sebastian Vettel   | Red Bull-Renault     | 1:26,149  | + 1,007   | 20         |
| 3        | Nico Rosberg       | Mercedes             | 1:26,379  | + 1,237   | 29         |
| 4        | Fernando Alonso    | Ferrari              | 1:26,480  | + 1,338   | 27         |
| 5        | Sergio Pérez       | Sauber-Ferrari       | 1:26,738  | + 1,596   | 26         |
| 6        | Lewis Hamilton     | McLaren-Mercedes     | 1:26,988  | + 1,846   | 19         |
| 7        | Michael Schumacher | Mercedes             | 1:27,016  | + 1,874   | 32         |
| 8        | Nick Heidfeld      | Renault              | 1:27,132  | + 1,990   | 21         |
| 9        | Jenson Button      | McLaren-Mercedes     | 1:27,138  | + 1,996   | 22         |
| 10       | Rubens Barrichello | Williams-Cosworth    | 1:27,212  | + 2,070   | 20         |
| 11       | Vitalij Petrov     | Renault              | 1:27,241  | + 2,099   | 22         |
| 12       | Daniel Ricciardo   | Toro Rosso-Ferrari   | 1:27,471  | + 2,329   | 23         |
| 13       | Pastor Maldonado   | Williams-Cosworth    | 1:28,005  | + 2,863   | 11         |
| 14       | Nico Hülkenberg    | Force India-Mercedes | 1:28,027  | + 2,885   | 26         |
| 15       | Adrian Sutil       | Force India-Mercedes | 1:28,163  | + 3,021   | 22         |
| 16       | Felipe Massa       | Ferrari              | 1:28,654  | + 3,512   | 28         |
| 17       | Kobajasi Kamui     | Sauber-Ferrari       | 1:28,819  | + 3,677   | 23         |
| 18       | Jaime Alguersuari  | Toro Rosso-Ferrari   | 1:28,995  | + 3,853   | 9          |
| 19       | Heikki Kovalainen  | Lotus-Renault        | 1:29,231  | + 4,089   | 21         |
| 20       | Jérôme d’Ambrosio  | Virgin-Cosworth      | 1:30,896  | + 5,754   | 18         |
| 21       | Timo Glock         | Virgin-Cosworth      | 1:31,235  | + 6,093   | 24         |
| 22       | Vitantonio Liuzzi  | HRT-Cosworth         | 1:31,268  | + 6,126   | 23         |
| 23       | Jarno Trulli       | Lotus-Renault        | 1:31,418  | +6,276    | 12         |
| 24       | Narain Karthikeyan | HRT-Cosworth         | 1:32,106  | + 6,964   | 25         |

### Második szabadedzés
A spanyol nagydíj második szabadedzését május 20-án, pénteken délután tartották.
| Helyezés | Versenyző          | Csapat/Motor         | Elért idő | Különbség | Futott kör |
| -------- | ------------------ | -------------------- | --------- | --------- | ---------- |
| 1        | Mark Webber        | Red Bull-Renault     | 1:22,471  | −         | 35         |
| 2        | Lewis Hamilton     | McLaren-Mercedes     | 1:22,509  | + 0,039   | 27         |
| 3        | Sebastian Vettel   | Red Bull-Renault     | 1:22,826  | + 0,356   | 37         |
| 4        | Jenson Button      | McLaren-Mercedes     | 1:23,188  | + 0,718   | 32         |
| 5        | Fernando Alonso    | Ferrari              | 1:23,568  | + 1,098   | 34         |
| 6        | Nico Rosberg       | Mercedes             | 1:23,586  | + 1,116   | 35         |
| 7        | Michael Schumacher | Mercedes             | 1:23,981  | + 1,511   | 30         |
| 8        | Felipe Massa       | Ferrari              | 1:24,278  | + 1,808   | 30         |
| 9        | Kobajasi Kamui     | Sauber-Ferrari       | 1:24,290  | + 1,820   | 33         |
| 10       | Nick Heidfeld      | Renault              | 1:24,366  | + 1,896   | 31         |
| 11       | Sergio Pérez       | Sauber-Ferrari       | 1:24,483  | + 2,013   | 38         |
| 12       | Vitalij Petrov     | Renault              | 1:24,786  | + 2,316   | 43         |
| 13       | Sébastien Buemi    | Toro Rosso-Ferrari   | 1:25,296  | + 2,826   | 33         |
| 14       | Rubens Barrichello | Williams-Cosworth    | 1:25,303  | + 2,833   | 38         |
| 15       | Jaime Alguersuari  | Toro Rosso-Ferrari   | 1:25,457  | + 2,987   | 34         |
| 16       | Pastor Maldonado   | Williams-Cosworth    | 1:25,603  | + 3,133   | 43         |
| 17       | Paul di Resta      | Force India-Mercedes | 1:26,073  | + 3,603   | 32         |
| 18       | Heikki Kovalainen  | Lotus-Renault        | 1:26,417  | + 3,947   | 37         |
| 19       | Adrian Sutil       | Force India-Mercedes | 1:27,123  | + 4,653   | 20         |
| 20       | Jarno Trulli       | Lotus-Renault        | 1:27,189  | +4,719    | 34         |
| 21       | Jérôme d’Ambrosio  | Virgin-Cosworth      | 1:28,036  | + 5,566   | 36         |
| 22       | Timo Glock         | Virgin-Cosworth      | 1:28,062  | + 5,592   | 28         |
| 23       | Narain Karthikeyan | HRT-Cosworth         | 1:29,469  | + 6,999   | 28         |
| 24       | Vitantonio Liuzzi  | HRT-Cosworth         | 1:29,476  | + 7,006   | 31         |

### Harmadik szabadedzés
A spanyol nagydíj harmadik szabadedzését május 21-én, szombaton délelőtt tartották.
| Helyezés | Versenyző          | Csapat/Motor         | Elért idő | Különbség | Futott kör |
| -------- | ------------------ | -------------------- | --------- | --------- | ---------- |
| 1        | Sebastian Vettel   | Red Bull-Renault     | 1:21,707  | −         | 6          |
| 2        | Mark Webber        | Red Bull-Renault     | 1:21,791  | + 0,084   | 17         |
| 3        | Michael Schumacher | Mercedes             | 1:23,057  | + 1,350   | 16         |
| 4        | Lewis Hamilton     | McLaren-Mercedes     | 1:23,068  | + 1,361   | 13         |
| 5        | Jenson Button      | McLaren-Mercedes     | 1:23,214  | + 1,507   | 14         |
| 6        | Nico Rosberg       | Mercedes             | 1:23,397  | + 1,690   | 18         |
| 7        | Kobajasi Kamui     | Sauber-Ferrari       | 1:23,669  | + 1,962   | 17         |
| 8        | Vitalij Petrov     | Renault              | 1:24,043  | + 2,336   | 18         |
| 9        | Fernando Alonso    | Ferrari              | 1:24,270  | + 2,563   | 11         |
| 10       | Rubens Barrichello | Williams-Cosworth    | 1:24,318  | + 2,611   | 18         |
| 11       | Felipe Massa       | Ferrari              | 1:24,322  | + 1,615   | 17         |
| 12       | Sergio Pérez       | Sauber-Ferrari       | 1:24,329  | + 2,622   | 19         |
| 13       | Pastor Maldonado   | Williams-Cosworth    | 1:24,399  | + 2,692   | 17         |
| 14       | Sébastien Buemi    | Toro Rosso-Ferrari   | 1:24,535  | + 2,828   | 16         |
| 15       | Adrian Sutil       | Force India-Mercedes | 1:24,695  | + 2,988   | 18         |
| 16       | Jaime Alguersuari  | Toro Rosso-Ferrari   | 1:24,722  | + 3,015   | 14         |
| 17       | Paul di Resta      | Force India-Mercedes | 1:25,223  | + 3,516   | 19         |
| 18       | Heikki Kovalainen  | Lotus-Renault        | 1:26,236  | + 4,529   | 11         |
| 19       | Jarno Trulli       | Lotus-Renault        | 1:27,000  | +5,293    | 20         |
| 20       | Timo Glock         | Virgin-Cosworth      | 1:27,706  | + 5,999   | 20         |
| 21       | Vitantonio Liuzzi  | HRT-Cosworth         | 1:28,330  | + 6,623   | 17         |
| 22       | Jérôme d’Ambrosio  | Virgin-Cosworth      | 1:29,057  | + 7,350   | 18         |
| 23       | Nick Heidfeld      | Renault              | 1:29,200  | + 7,493   | 6          |
| 24       | Narain Karthikeyan | HRT-Cosworth         | 1:29,562  | + 7,855   | 16         |

## Időmérő edzés
A spanyol nagydíj időmérő edzését május 21-én, szombaton futották.
| Helyezés | Versenyző          | Csapat/Motor         | 1. rész  | 2. rész  | 3. rész  |
| -------- | ------------------ | -------------------- | -------- | -------- | -------- |
| 1        | Mark Webber        | Red Bull-Renault     | 1:23.619 | 1:21.773 | 1:20.981 |
| 2        | Sebastian Vettel   | Red Bull-Renault     | 1:24.142 | 1:21.540 | 1:21.181 |
| 3        | Lewis Hamilton     | McLaren-Mercedes     | 1:24.370 | 1:22.148 | 1:21.961 |
| 4        | Fernando Alonso    | Ferrari              | 1:23.485 | 1:22.813 | 1:21.964 |
| 5        | Jenson Button      | McLaren-Mercedes     | 1:24.428 | 1:22.050 | 1:21.996 |
| 6        | Vitalij Petrov     | Renault              | 1:23.069 | 1:22.948 | 1:22.471 |
| 7        | Nico Rosberg       | Mercedes             | 1:23.507 | 1:22.569 | 1:22.599 |
| 8        | Felipe Massa       | Ferrari              | 1:23.506 | 1:23.026 | 1:22.888 |
| 9        | Pastor Maldonado   | Williams-Cosworth    | 1:23.406 | 1:22.854 | 1:22.952 |
| 10       | Michael Schumacher | Mercedes             | 1:22.960 | 1:22.671 |          |
| 11       | Sébastien Buemi    | Toro Rosso-Ferrari   | 1:23.962 | 1:23.231 |          |
| 12       | Sergio Pérez       | Sauber-Ferrari       | 1:24.209 | 1:23.367 |          |
| 13       | Jaime Alguersuari  | Toro Rosso-Ferrari   | 1:24.049 | 1:23.694 |          |
| 14       | Kobajasi Kamui     | Sauber-Ferrari       | 1:23.656 | 1:23.702 |          |
| 15       | Heikki Kovalainen  | Lotus-Renault        | 1:25.874 | 1:25.403 |          |
| 16       | Paul di Resta      | Force India-Mercedes | 1:24.332 | 1:26.126 |          |
| 17       | Adrian Sutil       | Force India-Mercedes | 1:24.648 | 1:26.571 |          |
| 18       | Jarno Trulli       | Lotus-Renault        | 1:26.521 |          |          |
| 19       | Rubens Barrichello | Williams-Cosworth    | 1:26.910 |          |          |
| 20       | Timo Glock         | Virgin-Cosworth      | 1:27.315 |          |          |
| 21       | Vitantonio Liuzzi  | HRT-Cosworth         | 1:27.809 |          |          |
| 22       | Narain Karthikeyan | HRT-Cosworth         | 1:27.908 |          |          |
| 23       | Jérôme d’Ambrosio  | Virgin-Cosworth      | 1:28.556 |          |          |
| 24       | Nick Heidfeld      | Renault              |          |          |          |

## Futam
A spanyol nagydíj futama május 22-én, vasárnap rajtolt.
| Helyszín | Rajtszám | Versenyző          | Csapat/Motor         | Futott kör | Idő/Kiesés oka | Rajthely | Pont |
| -------- | -------- | ------------------ | -------------------- | ---------- | -------------- | -------- | ---- |
| 1        | 1        | Sebastian Vettel   | Red Bull-Renault     | 66         | 1:38:03.301    | 2        | 25   |
| 2        | 3        | Lewis Hamilton     | McLaren-Mercedes     | 66         | +0.630         | 3        | 18   |
| 3        | 4        | Jenson Button      | McLaren-Mercedes     | 66         | +35.697        | 5        | 15   |
| 4        | 2        | Mark Webber        | Red Bull-Renault     | 66         | +47.966        | 1        | 12   |
| 5        | 5        | Fernando Alonso    | Ferrari              | 65         | +1 kör         | 4        | 10   |
| 6        | 7        | Michael Schumacher | Mercedes             | 65         | +1 kör         | 10       | 8    |
| 7        | 8        | Nico Rosberg       | Mercedes             | 65         | +1 kör         | 7        | 6    |
| 8        | 9        | Nick Heidfeld      | Renault              | 65         | +1 kör         | 24       | 4    |
| 9        | 17       | Sergio Pérez       | Sauber-Ferrari       | 65         | +1 kör         | 12       | 2    |
| 10       | 16       | Kobajasi Kamui     | Sauber-Ferrari       | 65         | +1 kör         | 14       | 1    |
| 11       | 10       | Vitalij Petrov     | Renault              | 65         | +1 kör         | 6        |      |
| 12       | 15       | Paul di Resta      | Force India-Mercedes | 65         | +1 kör         | 16       |      |
| 13       | 14       | Adrian Sutil       | Force India-Mercedes | 65         | +1 kör         | 17       |      |
| 14       | 18       | Sébastien Buemi    | Toro Rosso-Ferrari   | 65         | +1 kör         | 11       |      |
| 15       | 12       | Pastor Maldonado   | Williams-Cosworth    | 65         | +1 kör         | 9        |      |
| 16       | 19       | Jaime Alguersuari  | Toro Rosso-Ferrari   | 64         | +2 kör         | 13       |      |
| 17       | 11       | Rubens Barrichello | Williams-Cosworth    | 64         | +2 kör         | 19       |      |
| 18       | 21       | Jarno Trulli       | Lotus-Renault        | 64         | +2 kör         | 18       |      |
| 19       | 24       | Timo Glock         | Virgin-Cosworth      | 63         | +3 kör         | 20       |      |
| 20       | 25       | Jérôme d’Ambrosio  | Virgin-Cosworth      | 62         | +4 kör         | 23       |      |
| 21       | 22       | Narain Karthikeyan | HRT-Cosworth         | 61         | +5 kör         | 22       |      |
| Ki       | 6        | Felipe Massa       | Ferrari              | 58         | Váltóhiba      | 8        |      |
| Ki       | 20       | Heikki Kovalainen  | Lotus-Renault        | 48         | Baleset        | 15       |      |
| Ki       | 23       | Vitantonio Liuzzi  | HRT-Cosworth         | 28         | Váltóhiba      | 21       |      |

## A világbajnokság állása a verseny után
| H   | Versenyzők         | Pont | H   | Konstruktőrök        | Pont |
| --- | ------------------ | ---- | --- | -------------------- | ---- |
| 1.  | Sebastian Vettel   | 118  | 1.  | Red Bull-Renault     | 185  |
| 2.  | Lewis Hamilton     | 77   | 2.  | McLaren-Mercedes     | 138  |
| 3.  | Mark Webber        | 67   | 3.  | Ferrari              | 75   |
| 4.  | Jenson Button      | 61   | 4.  | Renault              | 46   |
| 5.  | Fernando Alonso    | 51   | 5.  | Mercedes GP          | 40   |
| 6.  | Nico Rosberg       | 26   | 6.  | Sauber-Ferrari       | 11   |
| 7.  | Nick Heidfeld      | 25   | 7.  | Toro Rosso-Ferrari   | 6    |
| 8.  | Felipe Massa       | 24   | 8.  | Force India-Mercedes | 4    |
| 9.  | Vitalij Petrov     | 21   | 9.  | Lotus-Renault        | 0    |
| 10. | Michael Schumacher | 14   | 10. | Williams-Cosworth    | 0    |

(A teljes táblázat)

## Statisztikák
Vezető helyen:
- Fernando Alonso: 17 kör (1-10 / 12-18)
- Lewis Hamilton : 10 kör (11 / 19-23 / 34-35 / 48-49)
- Sebastian Vettel : 39 kör (24-33 / 36-47 / 50-66)

Sebastian Vettel 14. győzelme, Mark Webber 7. pole pozíciója, Lewis Hamilton 9. leggyorsabb köre.
- Red Bull 19. győzelme.